# 10월 22일
10월 22일은 그레고리력으로 295번째(윤년일 경우 296번째) 날에 해당한다.

## 사건
- 362년 - 안티오크 외곽에 있는, 다프네의 아폴로 신전이 불가사의한 화재로 소실되었다.
- 451년 - 칼케돈 공의회가 그리스도의 신성과 인성은 분리되지 않는다는 내용의 칼케돈 신조를 통해 신성과 인성이 정신적으로 일치한다는 신인 양성의 교리를 확립하였다.
- 1941년 - 친일단체 임보단이 세워졌다.
- 1952년 - 이란, 영국과 단교 선언
- 1986년 - 한국시리즈 3차전에서 삼성 라이온즈 팬들이 해태 타이거즈 선수단 버스에 방화하다.
- 2000년 - 일본의 마이니치 신문이 고고학자 후지무라 신이치의 유적 조작행위를 밝힘
- 2014년 - 캐나다 수도 오타와에서 무장 괴한이 국회의사당에 난입해 총격전이 벌어졌다. 다행히도 스티븐 하퍼 총리는 무사하였고, 경비원 1명이 죽고 2명이 부상당하였다.

## 문화
- 1995년 - KBO 리그 한국시리즈 7차전에서 OB 베어스가 롯데 자이언츠를 4대 2로 꺾고 시리즈 전적 4승 3패로 1982년 이후 13년만에 통산 2번째 우승을 달성하였다.
- 1999년 - KBS 2TV의 금요 시추에이션 드라마 '부부클리닉 사랑과 전쟁(시즌 1)'이 첫방송을 개시하였다.
- 2009년 - 미국 마이크로소프트사에서 윈도우 7 발표.

## 탄생
- 1811년 - 헝가리의 작곡가, 피아니스트 프란츠 리스트. (~1886년)
- 1893년 - 대한민국의 독립운동가 겸 정치인, 제3대 국무총리 장택상. (~1969년)
- 1903년 - 대한민국의 시인 이은상. (~1982년)
- 1913년 - 헝가리계 유태인, 미국인 사진작가 로버트 카파. (~1954년)
- 1917년 - 미국의 배우 조앤 폰테인. (~2013년)
- 1919년 - 영국의 소설가 도리스 레싱. (~2013년)
- 1922년 - 대한민국의 삼풍백화점 붕괴사고의 주범 (범죄자) 이준. (~2003년)
- 1929년 - 소비에트 연방의 전 축구 선수 레프 야신. (~1990년)
- 1934년 - 대한민국의 작곡가 강석희. (~2020년)
- 1936년 - 대한민국의 희극인 자니 윤.
- 1937년 - 미국의 영화감독 앨런 래드 주니어. (~2022년)
- 1938년
  - 미국의 기업인 조지 N. 질레트.
  - 미국의 배우 크리스토퍼 로이드.
- 1939년 - 대한민국의 종교인 김상근.
- 1940년
  - 대한민국의 군인 겸 정치인 윤용남. (~2021년)
  - 일본의 음악가・작곡가 요시무라 히로시. (~2003년)
- 1942년 - 상투메프린시페의 제10대 대통령 이바리슈투 카르발류. (~2022년)
- 1943년
  - 프랑스의 배우 카트린 드뇌브.
  - 탄자니아의 정치인 세이프 샤리프 하마드. (~2021년)
- 1945년 - 미국의 가수 레슬리 웨스트. (~2020년)
- 1947년 - 대한민국의 작가 최윤희. (~2010년)
- 1948년 - 대한민국의 성우 주호성.
- 1949년 - 프랑스의 축구 선수 아르센 벵거.
- 1950년 - 미국의 영화 배우 배리 영펠로우. (~2022년)
- 1952년 - 미국의 배우 제프 골드블룸.
- 1958년 - 대한민국의 법조인 엄태영.
- 1959년 - 대한민국의 성우 이우신.
- 1964년
  - 대한민국의 기업인, 정치인 전재용.
  - 대한민국의 연극배우 김인숙.
- 1965년 - 대한민국의 가수 가희.
- 1966년
  - 대한민국의 정치인 황명선.
  - 대한민국의 성우 김일. (~2018년)
  - 이탈리아의 배우 발레리아 골리노.
  - 대한민국의 민주운동가 박선영. (~1987년)
- 1967년 - 대한민국의 가수 이덕진.
- 1968년
  - 미국의 싱어송라이터, 래퍼 섀기.
  - 대한민국의 기업인 이재웅.
- 1969년
  - 대한민국의 배우 이승신.
  - 대한민국의 야구 코치, 전 야구 선수 김태한.
  - 미국의 영화 감독 스파이크 존즈.
- 1971년 - 미국의 영화 감독, 시나리오 작가 제니퍼 리.
- 1973년
  - 대한민국의 아나운서, 방송인 백은영.
  - 미국의 레슬링 선수 브랜던 폴슨.
  - 일본의 전 야구 선수 스즈키 이치로.
- 1974년 - 슬로바키아의 아이스하키 선수 미로슬라우 샤탄.
- 1975년
  - 스페인의 축구 선수 미첼 살가도.
  - 대한민국의 소설가 전민희.
- 1979년 - 대한민국의 배우 윤종화.
- 1980년 - 대한민국의 레이싱 모델 지연수.
- 1981년 - 대한민국의 권투 선수 김하나.
- 1982년
  - 대한민국의 법조인, 정치인 김남국.
  - 일본의 배우, 모델 마츠모토 리오.
  - 도미니카 공화국의 야구 선수 로빈슨 카노.
- 1983년 - 대한민국의 가수 별.
- 1984년
  - 대한민국의 웹툰 작가 기안84.
  - 이탈리아의 배우 루카 마리넬리.
  - 대한민국의 축구 선수 이호.
  - 일본의 전 프로 야구 선수 아사오 다쿠야.
- 1985년
  - 대한민국의 레이싱 모델 김민솔.
  - 대한민국의 방송인, 전 아나운서 정인영.
  - 대한민국의 배우 진현빈.
- 1986년
  - 일본의 배우 에비사와 겐지.
  - 미국의 배우 카일 갤너.
- 1987년
  - 대한민국의 아나운서 김소영.
  - 대한민국의 배우 박하선.
  - 덴마크의 핸드볼 선수 미켈 한센.
- 1988년
  - 대한민국의 가수 그레이스 신.
  - 대한민국의 아나운서 임지웅.
- 1989년
  - 대한민국의 가수, 뮤지컬 배우 린지 (피에스타).
  - 대한민국의 야구 선수 노건우.
  - 대한민국의 가수 JJ.
- 1990년
  - 대한민국의 축구 선수 김효진.
  - 일본의 성우 아마사키 코헤이.
- 1991년 - 대한민국의 인터넷 방송인 최고기.
- 1992년
  - 스페인의 축구 선수 루벤 파르도.
  - 미국의 래퍼 21 새비지.
  - 미국의 배우 소피아 바실리바.
- 1993년
  - 대한민국의 방송인 머독.
  - 대한민국의 배우, 기업인 최선정.
  - 부룬디의 축구 선수 가엘 비지리마나.
- 1994년 - 대한민국의 배우 이봄.
- 1995년
  - 네덜란드의 수영 선수 아르노 카밍아.
  - 대한민국의 가수, 유튜버 류민희.
- 1996년
  - 대한민국의 전 래퍼 B.I (IKON).
  - 대한민국의 가수, 배우 김우린.
  - 대한민국의 리그 오브 레전드 프로게이머 익수.
  - 일본의 축구 선수 사카모토 다쓰히로.
  - 카타르의 축구 선수 아심 마디보.
- 1997년 - 대한민국의 야구 선수 정동윤.
- 1998년
  - 일본의 아이돌 시모무라 미키.
  - 루마니아의 축구 선수 이아니스 하지.
  - 오스트레일리아의 축구 선수 해리 수타.
- 2000년 - 미국의 축구 선수 브렌든 에런슨.
- 2001년 - 대한민국의 가수, 배우 조유리.
- 2002년 - 대한민국의 기계체조 선수 류성현.
- 2003년
  - 대한민국의 가수 리우.
  - 일본의 가수 카사하라 모모나.
- 2013년 - 대한민국의 가수 황민호.

## 사망
- 741년 - 프랑크 왕국의 군주 카롤루스 마르텔루스. (680년~)
- 1906년 - 프랑스의 화가 폴 세잔. (1839년~)
- 1965년 - 대한민국의 화가 고희동. (1886년~)
- 1966년 - 영국의 종교인 휼렛 존슨. (1874년~)
- 1969년 - 대한민국의 배우 전옥. (1911년~)
- 1973년 - 스페인의 첼리스트 파블로 카잘스. (1876년~)
- 1979년 - 프랑스의 작곡가 나디아 불랑제. (1887년~)
- 2005년 - 조선민주주의인민공화국의 정치인 연형묵. (1931년~)
- 2006년 - 대한민국의 제10대 대통령 최규하. (1919년~)
- 2010년 - 대한민국의 레이싱 모델, 가수 유주. (1985년~)
- 2013년 - 대한민국의 한국학자 김열규. (1932년~)
- 2018년 - 미국의 목사 유진 피터슨. (1932년~)
- 2019년 - 독일의 작곡가 한스 첸더. (1936년~)
- 2021년 - 대한민국의 독립운동가 이준호. (1925년~)
- 2022년
  - 대한민국의 목사 김기동. (1938년~)
  - 오스트리아의 기업인 디트리히 마테시츠. (1944년~)
- 2024년
  - 대한민국의 정치인 고진화.  (1963년~)
  - 페루의 신학자 구스타보 구티에레스. (1928년~)
  - 미국의 야구 선수 페르난도 발렌수엘라. (1960년~)
  - 동독의 허들 선수 안넬리 에르하르트. (1950년~)
  - 미국의 슈퍼센티네리언 엘리자베스 프랜시스. (1909년~)

## 기념일
- 국제 말더듬 인식의 날
- 복자 교황 요한 바오로 2세의 축일
- 성 세베로의 축일
- 성 아베르치오의 축일
- 성 알렉산데르의 축일
- 성녀 알로디아의 축일
- 성 에우세비오의 축일
- 성녀 코르둘라의 축일
- 성 필립보의 축일
- 성 헤라클리오의 축일
- 성 헤르메스의 축일

## 같이 보기
- 전날: 10월 21일 다음날: 10월 23일 - 전달: 9월 22일 다음달: 11월 22일
- 음력: 10월 22일
- 모두 보기